# Панос Константіну
Панос Константіну (грец. Πάνος Κωνσταντίνου, нар. 1 листопада 1985, Лімасол) — кіпрський футболіст, воротар клубу «Аполлон» (Каламарія).
Виступав, зокрема, за клуби АЕЛ та АПОЕЛ, а також національну збірну Кіпру.

## Ігрова кар'єра
У дорослому футболі дебютував у 2005 році виступами за команду клубу АЕЛ, в якій провів чотири сезони, взявши участь у 45 матчах чемпіонату.
Протягом 2010 року недовго перебував у «Омонії», проте за основний склад не дебютував. Того ж року став гравцем клубу АПОЕЛ. Відіграв за нікосійську команду наступні три сезони своєї ігрової кар'єри, але лише одного разу вийшов на поле в матчі чемпіонату.
До складу клубу «Аріс» приєднався влітку 2013 року. За два сезони відіграв за клуб з Лімасола 25 матчів в національному чемпіонаті.
В серпні 2015 року став гравцем грецького клубу «Аполлон» (Каламарія), що виступав у Гамма Етнікі, третьому за рівнем дивізіоні країни.

## Виступи за збірну
27 травня 2014 року дебютував в офіційних матчах у складі національної збірної Кіпру в товариській грі проти збірної Японії (0:1), пропустивши на 43 хвилині єдиний у матчі гол. Наразі цей матч є єдиним для гравця у футболці збірної.